# Diprion

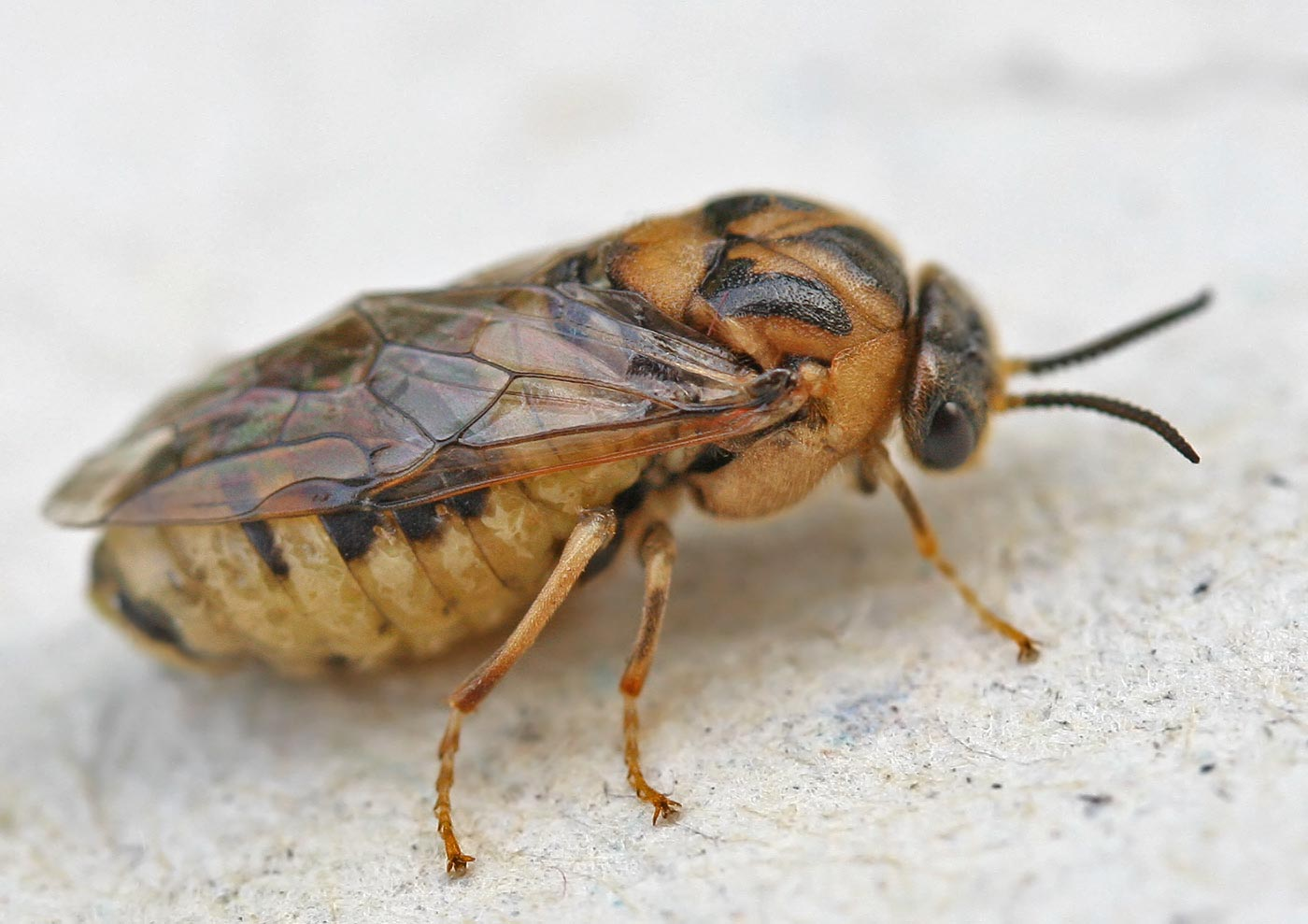
Diprion pini

Diprion es un género de avispas sierra de la familia Diprionidae. Hay por lo menos 12 especies descritas en Diprion.

## Especies
Especies del género Diprion:
- Diprion hani D.R. Smith & Cho, 2008 - Corea del sur
- Diprion hutacharernae D.R. Smith, 1979 - Región oriental
- Diprion jingyuanensis G.R. Xiao & Y. Zhang, 1994 - China
- Diprion kashmirensis M.S. Saini & Thind, 1993 - India
- Diprion koreanus Takagi, 1931 - Japón, Corea, Russia
- Diprion liuwanensis X. Huang & G.R. Xiao, 1983 - China
- Diprion nanhuaensis G.R. Xiao, 1983 - China
- Diprion nipponicus Rohwer, 1910  - Japón
- Diprion pini Linnaeus, 1758  - Palaeárctico
- Diprion similis (Hartig, 1834)  Palaeárctico, Neárctico (introducida)
- Diprion tianmunicus Zhou & X. Huang, 1983 - China
- Diprion wenshanicus G.R. Xiao & Zhou, 1983 - China